# Helicogoosia paradoxa
Helicogoosia paradoxa är en svampart som beskrevs av Hol.-Jech. 1991. Helicogoosia paradoxa ingår i släktet Helicogoosia, divisionen sporsäcksvampar och riket svampar.   Inga underarter finns listade i Catalogue of Life.